# Георг Фридрих II фон Хоенлое-Шилингсфюрст
Георг Фридрих II фон Хоенлое-Шилингсфюрст (на немски: Georg Friedrich II zu Hohenlohe-Schillingsfürst) е граф на Хоенлое-Валденбург (1600 – 1635), 1615 г. в Шилингсфюрст и Глайхен.

## Биография
Роден е на 16 юни 1595 година във Валденбург. Той е третият син, най-малкото дете на граф Георг Фридрих I фон Хоенлое-Валденбург-Лангенбург (1562 – 1600) и съпругата му Доротея Ройс-Плауен (1570 – 1631), дъщеря на Хайнрих XVI Ройс-Гера и Доротея фон Золмс-Лаубах.
По-големите му братя са Лудвиг Еберхард граф на Хоенлое-Валденбург-Пфеделбах-Глайхен (1590 – 1650) и Филип Хайнрих, граф на Хоенлое-Валденбург (1591 – 1644).
През 1615 г. „Хоенлое-Валденбург“ се разделя на „Хоенлое-Валденбург“ и „Хоенлое-Пфеделбах“.
Георг Фридрих II умира на 20 септември 1635 година във Франкфурт на Майн на 40-годишна възраст. Погребан е във Франкенхайм.

## Фамилия
Георг Фридрих II се жени на 7 април 1616 г. в Бутцбах за графиня Доротея София фон Золмс-Хоензолмс (* 17 октомври 1595, Бутцбах; † 8 януари 1660, Шилингсфюрст), дъщеря на граф Херман Адолф фон Золмс-Хоензолмс и Анна София фон Мансфелд-Хинтерорт. Те имат 16 деца:

- Елизабет Доротея (1617 – 1655), омъжена на 26 юли 1635 г. за граф Георг Албрехт I фон Ербах (1597 – 1647)
- Ернестина София (1618 – 1701), омъжена на 24 февруари 1656 г. за граф Вилхелм II фон Золмс-Браунфелс-Грайфенщайн (1609 – 1676)
- Филипа Сабина(1620 – 1681), омъжена на 20 октомври 1663 г. за граф Фридрих III фон Вид (1618 – 1698)
- Мориц Фридрих (1621 – 1646)
- Мария Юлиана (1622 – 1675), омъжена на 23 януари 1650 г. за маркграф Карл Магнус фон Баден-Дурлах (1621 – 1658)
- Георг Адолф (1623 – 1656)
- Вилхелм Хайнрих (1624 – 1656)
- Шарлота Христина (1625 – 1677), омъжена на 22 ноември 1656 г. за граф Георг Ернст фон Ербах-Вилденщайн (1629 – 1669)
- Крафт (1626 – 1644)
- Христиан (1627 – 1675), граф на Хоенлое-Бартенщайн и Глайхен, женен на 18 февруари 1658 г. за графиня Луция фон Хатцфелд и Глайхен (1634 – 1716)
- Йоахим Албрехт (1628 – 1656)
- Луиза (Лудовика) (1629 – сл. 1665)
- Ернст Ото (1631 – 1644, Виена), полковник
- Лудвиг Аксел (1633 – 1633)
- Лудвиг Густав (1634 – 1697), граф на Хоенлое-Валденбург-Шилингсфюрст, женен I. на 18 февруари 1658 г. за Мария Елеанора фон Хатцфелд (1632 – 1667), II. на 17 юли 1668 г. за Анна Барбара фон Шьонборн (1648 – 1721)
- Георг Фридрих (*/† 16 февруари 1636)